# Teebeutel

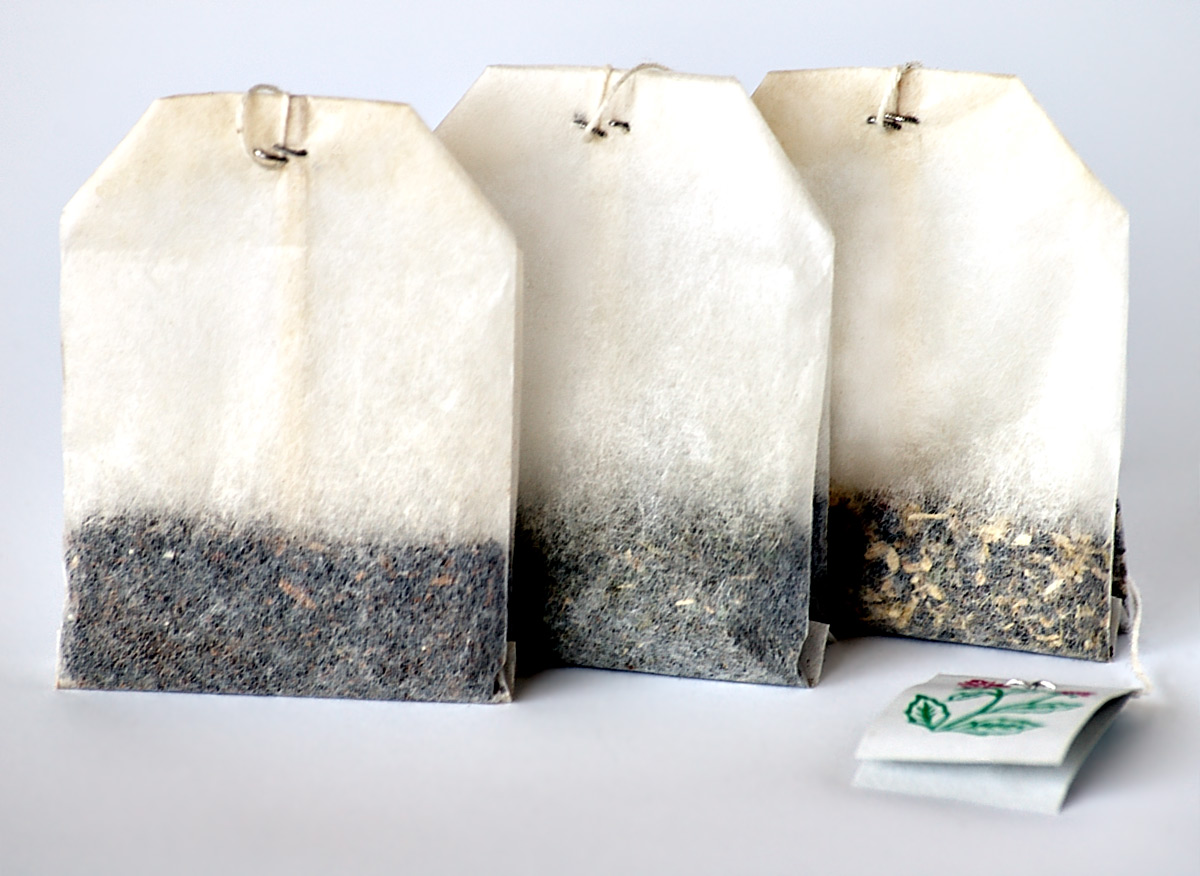
Drei Teebeutel mit verschiedenen Tees

Teebeutel oder (Tee-)Aufgussbeutel, im österreichischen Sprachgebrauch auch Teesackerl, sind kleine Behälter aus speziellem Filterpapier, in denen sich Tee befindet. Die seit der ersten Hälfte des 20. Jahrhunderts existierenden und heute jährlich vielmillionenfach verkauften Alltagsgegenstände dienen der unaufwändigen Zubereitung von Teegetränken.

## Verwendungsweise
Zum Herrichten von Teegetränken werden Teebeutel in einer Tasse, einem Glas oder in einer Teekanne mit heißem Wasser übergossen, und man lässt den Tee je nach Teesorte und persönlicher Vorliebe unterschiedlich lange, zumeist einige Minuten ziehen. Bei passionierten Teetrinkern wenig beliebt ist die Methode, den Teebeutel in bereits fertig eingeschenktes heißes Wasser einzutauchen, da ohne das direkte Aufgießen das Aroma des Tees nicht voll zur Geltung kommt. 

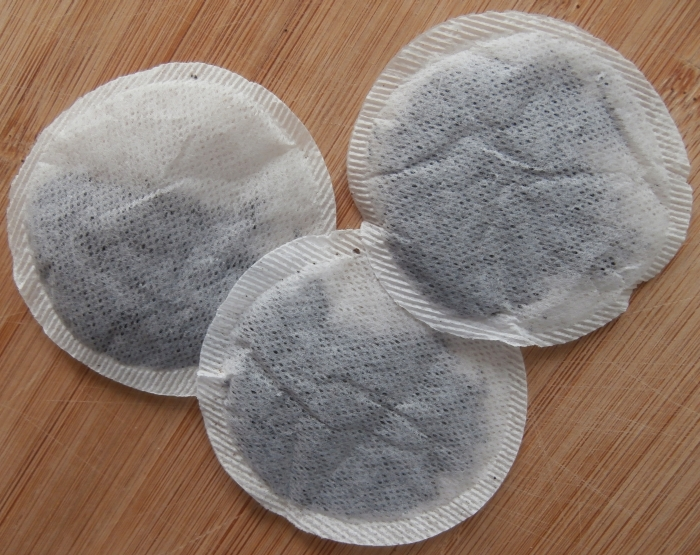
Schnurlos

Zur besseren Handhabung besitzen die meisten Teebeutel eine angeheftete oder verknotete Schnur und ein Etikett (seltener in Großbritannien, Irland, Neuseeland und den USA). Auf den Britischen Inseln, wo sehr oft Teebeutel ohne Faden und Etikett verwendet werden, sind zur Entfernung der Teebeutel aus der Tasse oder der Kanne spezielle Greifzangen erhältlich, mit denen sich die getränkten Teebeutel zusätzlich ausdrücken lassen.
Die Füllmenge der handelsüblichen Teebeutel unterscheidet sich nach Teesorte und Abpacker oder Marke, es gibt keine diesbezügliche Norm. Der Anteil an Teeblättern und Teebruch (Fannings) in einem Beutel ist ebenfalls unterschiedlich. Der Teetrinker muss selbst das ihm zusagende Verhältnis von Tee- und Wassermenge herausfinden. Man kann davon ausgehen, dass die enthaltene Zusammensetzung und Teemenge über längere Zeit gleich bleiben.

## Geschichte
Das Teebeutel-Prinzip wurde spätestens im Mittelalter zur Einbringung von Arzneidrogen mittels eines „Kräutersäckchens“ (sacculus medicinalis bzw. pulvinar medicinale) aus Leinen in Medizinalweine genutzt.
Der Vorläufer des heutigen Teebeutels wurde 1904 oder 1908 unbeabsichtigt von dem US-amerikanischen Teehändler Thomas Sullivan erfunden. Um das Gewichtsproblem beim Versand von Teeproben – sie wurden damals in großen und teuren Blechdosen verschickt – zu umgehen, füllte Sullivan seine Ware in kleine, platzsparende Seidenbeutel ab und verschickte sie an Kunden. Diese nutzten die kleinen Beutel, indem sie sie ganz in das Wasser eintauchten, in dem Glauben, dass dies so von Sullivan vorgesehen sei. So sparte man sich die Prozedur des Abseihens und Umfüllens des Tees in eine zweite Kanne.
Sullivans Geschäftsidee war bei den Kunden wegen ihres Komforts anfangs sehr beliebt, jedoch geriet der Teebeutel in den 1910er-Jahren in Verruf, denn Nachahmer mischten in die Teebeutel Zusatzstoffe wie minderwertige Kräuter oder feinkrümeligen Abfall, um die Kosten zu senken. So entstand und hielt sich in der Folge die Ansicht, in Teebeuteln befinde sich generell Tee minderer Qualität.
Um dieser Fehlmeinung zu begegnen, versiegelte der Brite John Horniman die Teebeutel und garantierte mit seinem Namen für die Qualität. Horniman verklebte die nun aus Papier bestehenden Teebeutel mit Leim, der aber bei Kontakt mit heißem Wasser den Tee geschmacklich beeinflusste. Denn mit Klebstoff verklebte Papiertüten machen den Tee pappig, Baumwolle mit Klebstoff macht ihn muffig. Die kugelige Form der Teebeutel gab ihnen im Volksmund den Namen „Pompadour“ in Anlehnung an die kugelförmigen Handtaschen, die damals bei Frauen sehr beliebt waren.

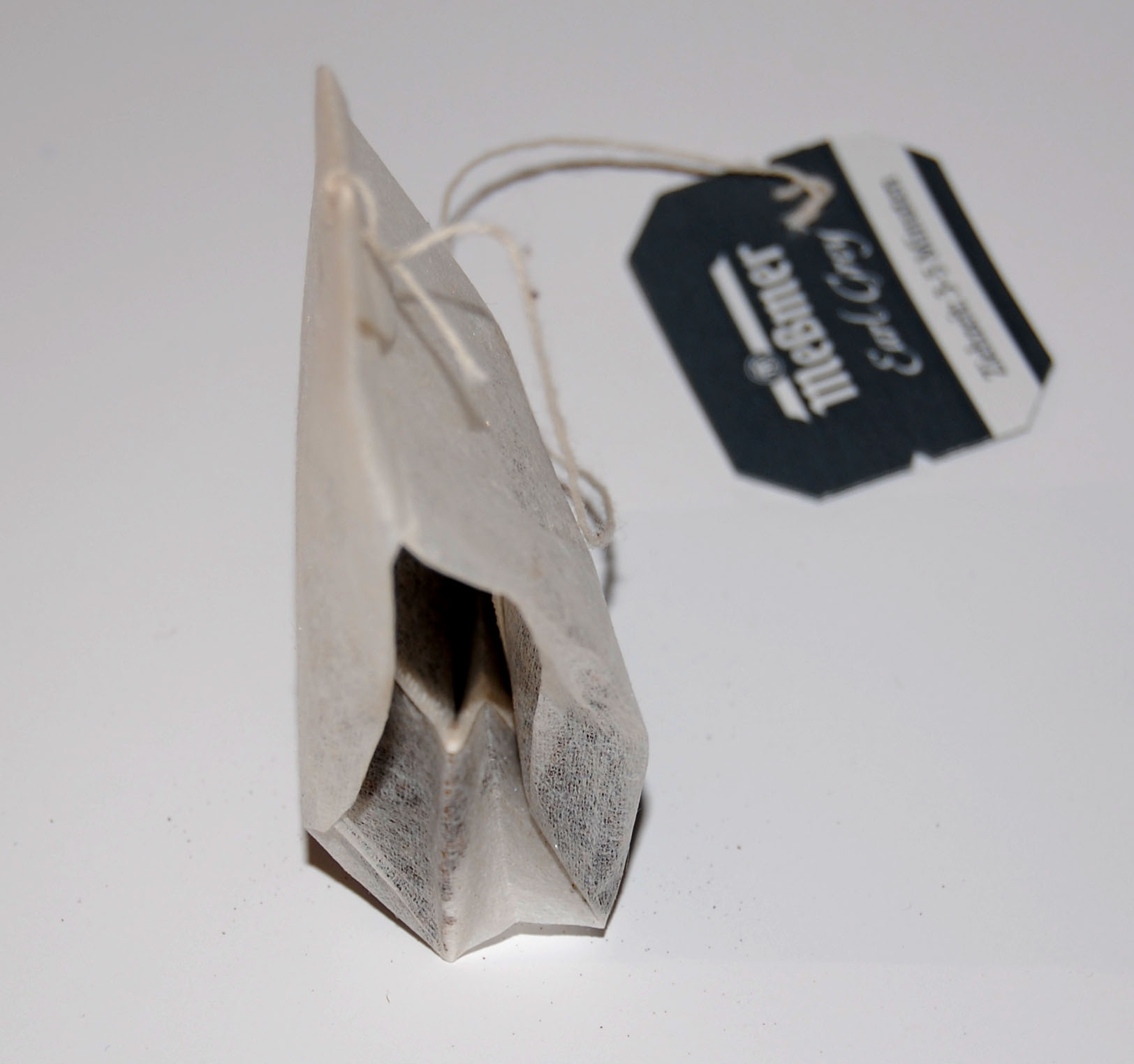
Die zwei Kammern des Teebeutels

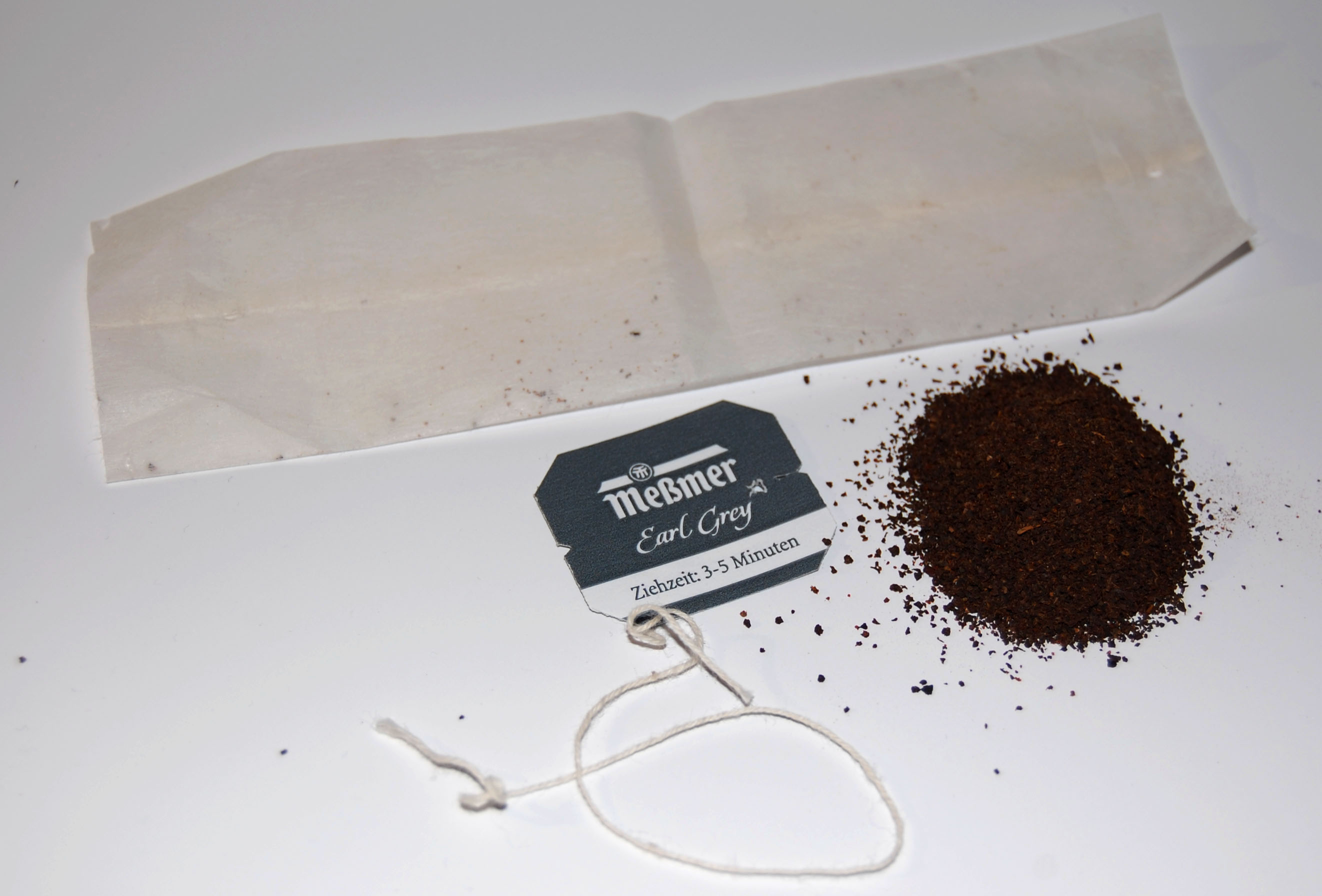
Teile eines Teebeutels: Papierschlauch, Faden, Etikett und Tee

Im Ersten Weltkrieg lieferte das Dresdner Unternehmen Teekanne GmbH Tee portionsweise in kleine Mullsäcke verpackt für die Truppenverpflegung. Von den Soldaten bekam der Teebeutel den Namen „Teebombe“, da der Tee in den Beuteln zwar das Wasser braun färbte, sich aber der Geschmack des Tees nicht entfaltete.
Der heute weit verbreitete Typ von Teebeutel wurde von Adolf Rambold erfunden, einem Mitarbeiter des Unternehmens Teekanne. 1929 brachte das Unternehmen seine ersten Aufgussbeutel aus speziell gefertigtem, geschmacksneutralem Pergamentpapier auf den Markt und vermarktete auch die von Rambold entwickelte Teebeutelpackmaschine. 1949 kam die ebenfalls von Rambold geschaffene „Constanta Teepackmaschine“ auf den Markt. Ende desselben Jahres begann auch der Verkauf des von Teekanne patentierten und bis heute verwendeten Doppelkammerbeutels mit Heftklammerverschluss.
Rambold faltete einen rechteckigen, ungefähr 15 cm langen Papierstreifen zu einem Schlauch, der etwa in der Mitte geknickt und von beiden Seiten mit Tee befüllt wurde. Das längere Ende wurde über das andere geklappt und mit einer Heftklammer verschlossen, sodass zwei Kammern entstanden. Auf diese Weise wird der Tee in Summe über eine größere Fläche vom Wasser umspült. Als Problem erwies sich das Material. Der Beutel sollte reißfest und hitzebeständig und gleichzeitig geschmacksneutral sein. Die bislang verwendeten Baumwollsäckchen hatten einen Eigengeschmack. Rambolds neuer Entwurf bestand zu etwa 30 % aus Zellulose und zu rund 70 % aus Manilafasern, die eine der Papyrus-Herstellung ähnliche mehrstufige Bearbeitung durchliefen, bevor sie zu Teebeuteln weiterverarbeitet wurden. Die Fasern wurden in Wasser aufgeweicht, rechtwinklig übereinander gelegt und trockengepresst. Rambolds Maschine ermöglichte die serienmäßige Produktion von Teebeuteln aus Manilafasern und Zellulose und die Abfüllung von feinen Teeblättern.

## Sortiment
Heute werden im Grunde alle Arten von Tee im Beutel angeboten. Die Blätter des schwarzen Tees werden bezüglich ihrer Größe in vier Blattgrade unterteilt. In Teebeuteln findet sich nur Tee der beiden feineren Grade Fanning (ca. 1 mm große Blattreste) und Dust (gesiebtes Teepulver). Neben Teebeutel mit Schwarztee im herkömmlichen Sinn gibt es heute auch solche mit Grünem Tee, weißem Tee und halbfermentiertem Oolong-Tee. Schwarztee mit Gewürzen wird häufig unter der Bezeichnung Chai (als Kurzform von Masala chai) vermarktet. Chai ist ein im slawischen und arabischen Sprachraum sowie in Asien verbreiteter internationalen Ausdruck für Tee.
Des Weiteren existiert eine große Anzahl an Kräuter- und Früchtetees, die in den letzten Jahrzehnten vermehrt im Beutel angeboten werden. Etliche von ihnen können auch gesundheitsfördernde Wirkung haben und werden daher nicht nur im Lebensmittelhandel, sondern auch in Apotheken und Drogerien verkauft.
In Hinblick auf den Wellness-Gedanken werden besonders Kräuter- und Früchtetees von den Herstellern häufig mit Namen bedacht, die an Gesundheit, Entspannung und Wohlbefinden erinnern sollen und oft nicht mehr den eigentlichen Inhalt der Teebeutel bezeichnen, so etwa Mountain Harmony oder Magenfreund und Gute Laune der Marke Teekanne. Auch gibt es Benennungen, die an den Bereich der Esoterik anknüpfen wie Feentraum der Marke Milford, oder Innere Harmonie der Marke Yogi-Tee. Ein großer Teil solcher Teekompositionen ist nur als Tee im Beutel erhältlich.
Verkauft wird Tee im Beutel mit einer Umverpackung, die meist aus dünnem Karton und Plastikfolie besteht. Die Teebeutel in dieser Umverpackung können selbst lose enthalten, mit einem Papierumschlag versehen oder aus Aromaschutz- oder Prestigegründen zusätzlich einzeln verschlossen in Plastikfolie oder metallisierter Plastikfolie verpackt sein.

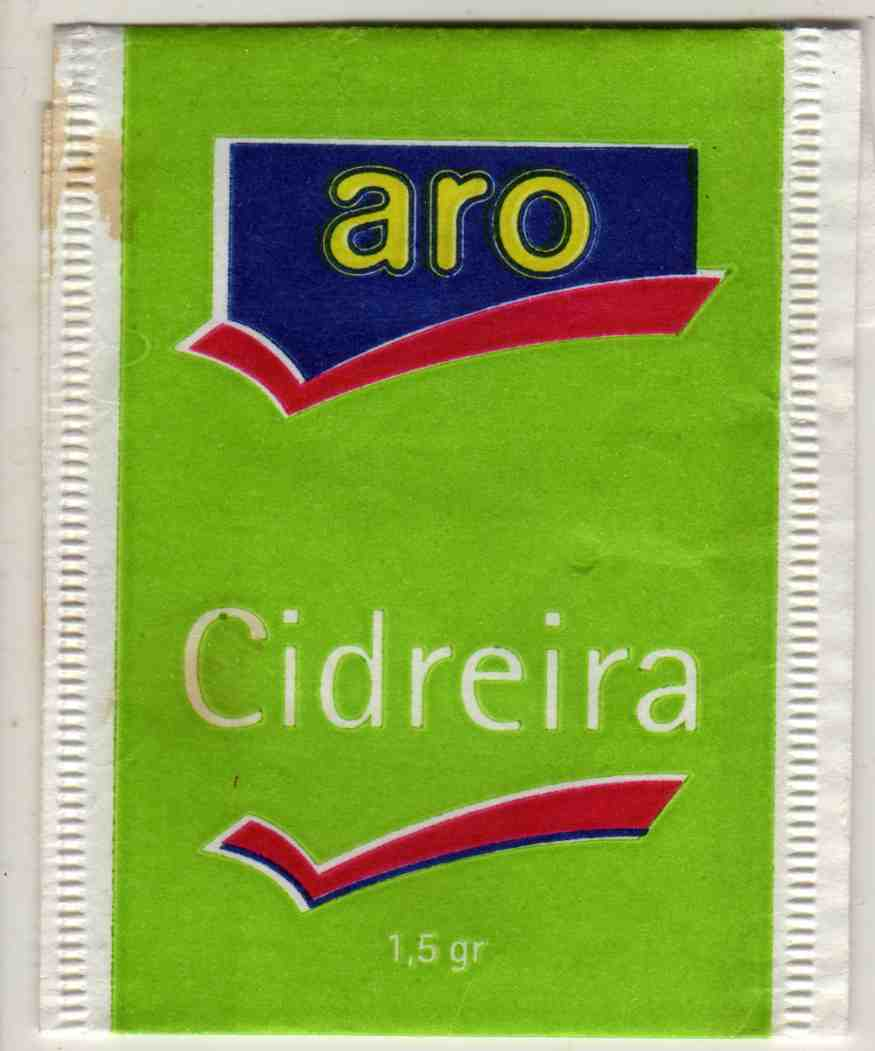
Ein Teebeutel in Papierhülle mit Melissentee aus Portugal
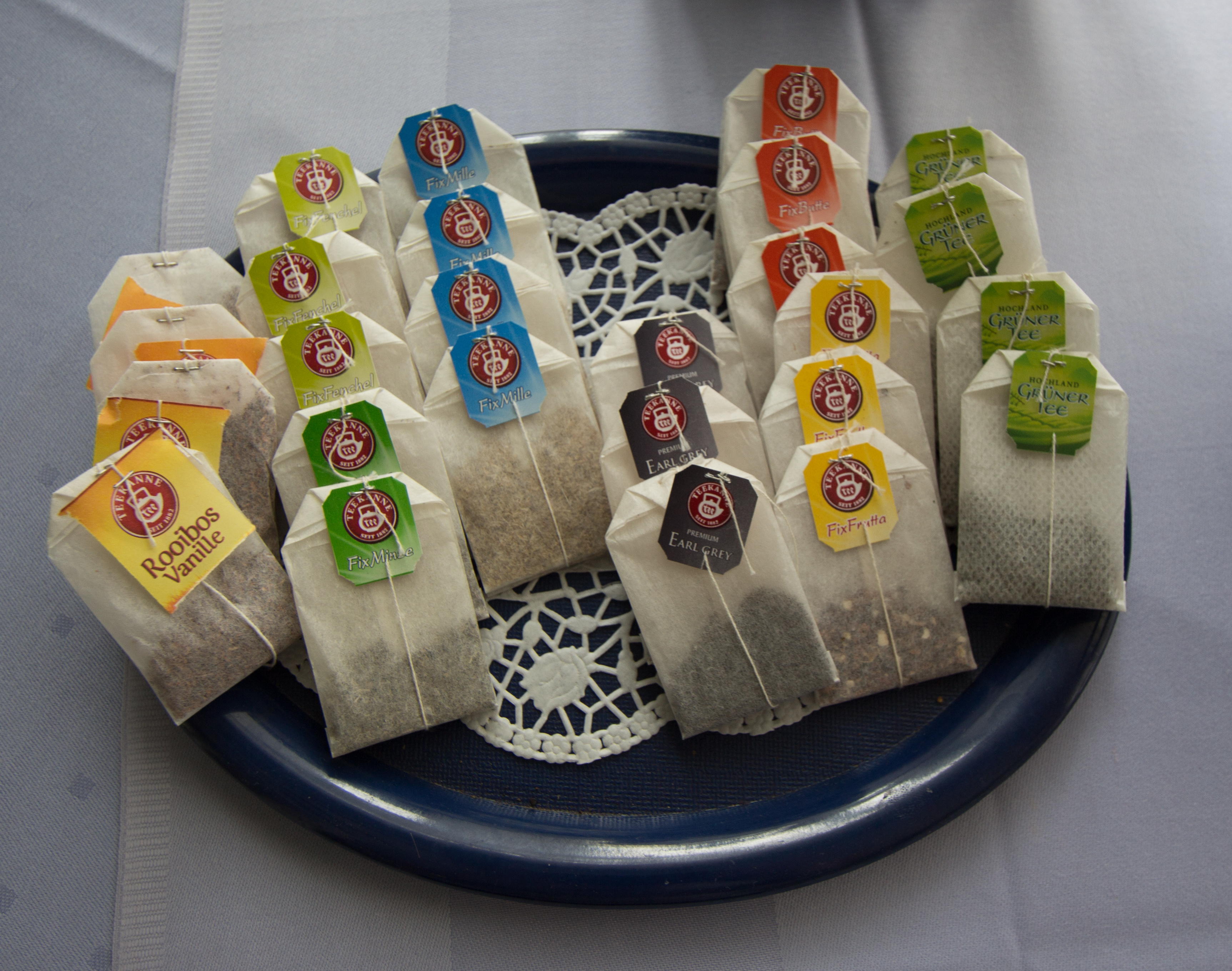
Sortiment von Teebeuteln ohne Umhüllung aus Deutschland
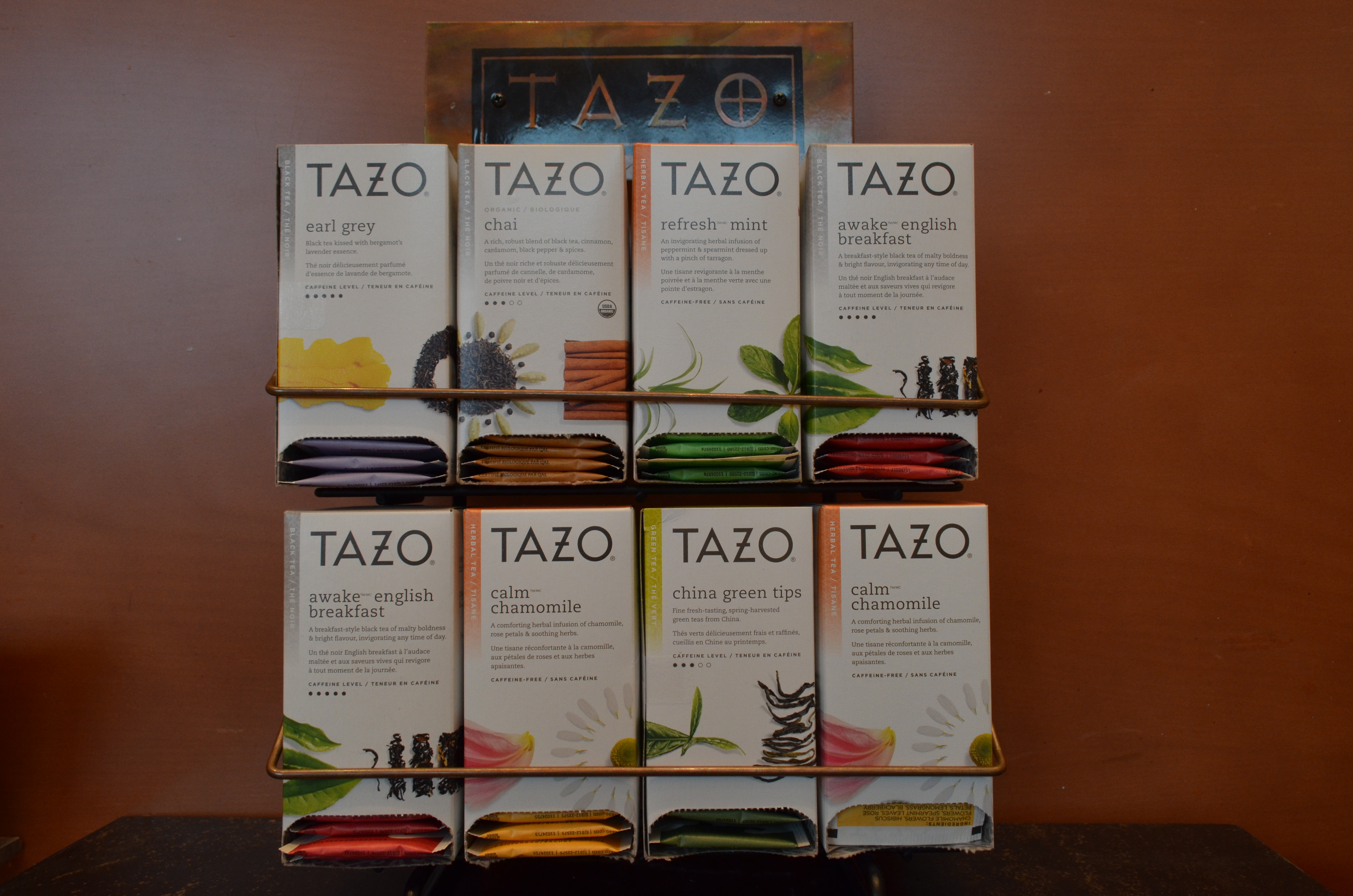
Teesortiment in der Umverpackung der US-amerikanischen Marke Tazo
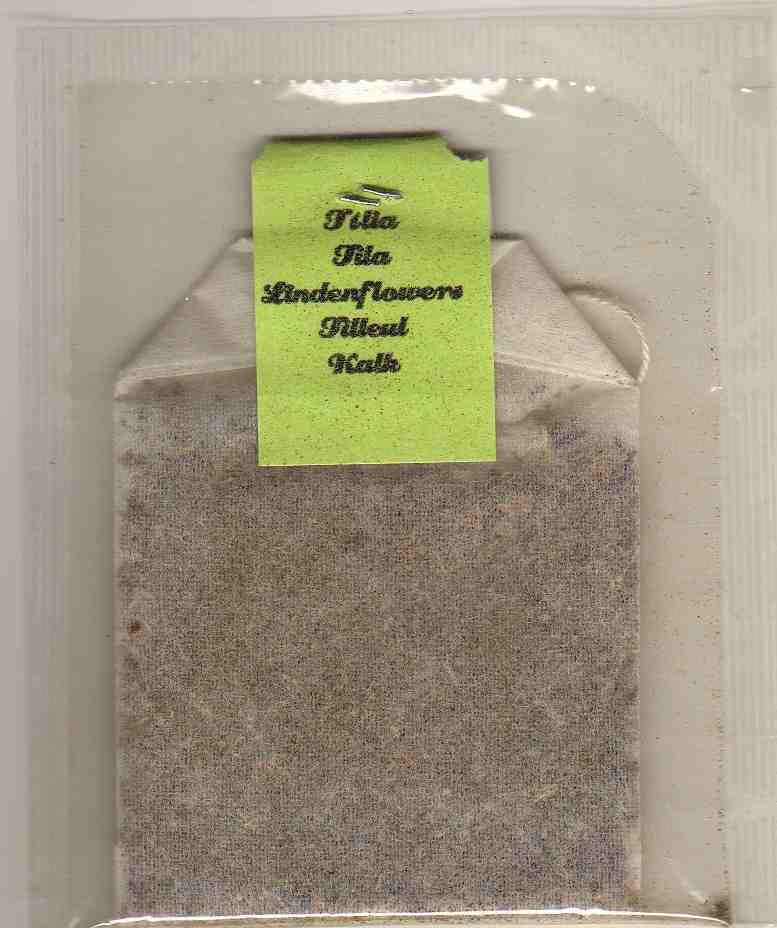
Lindenblütentee im Beutel mit durchsichtiger Einzel-Umverpackung
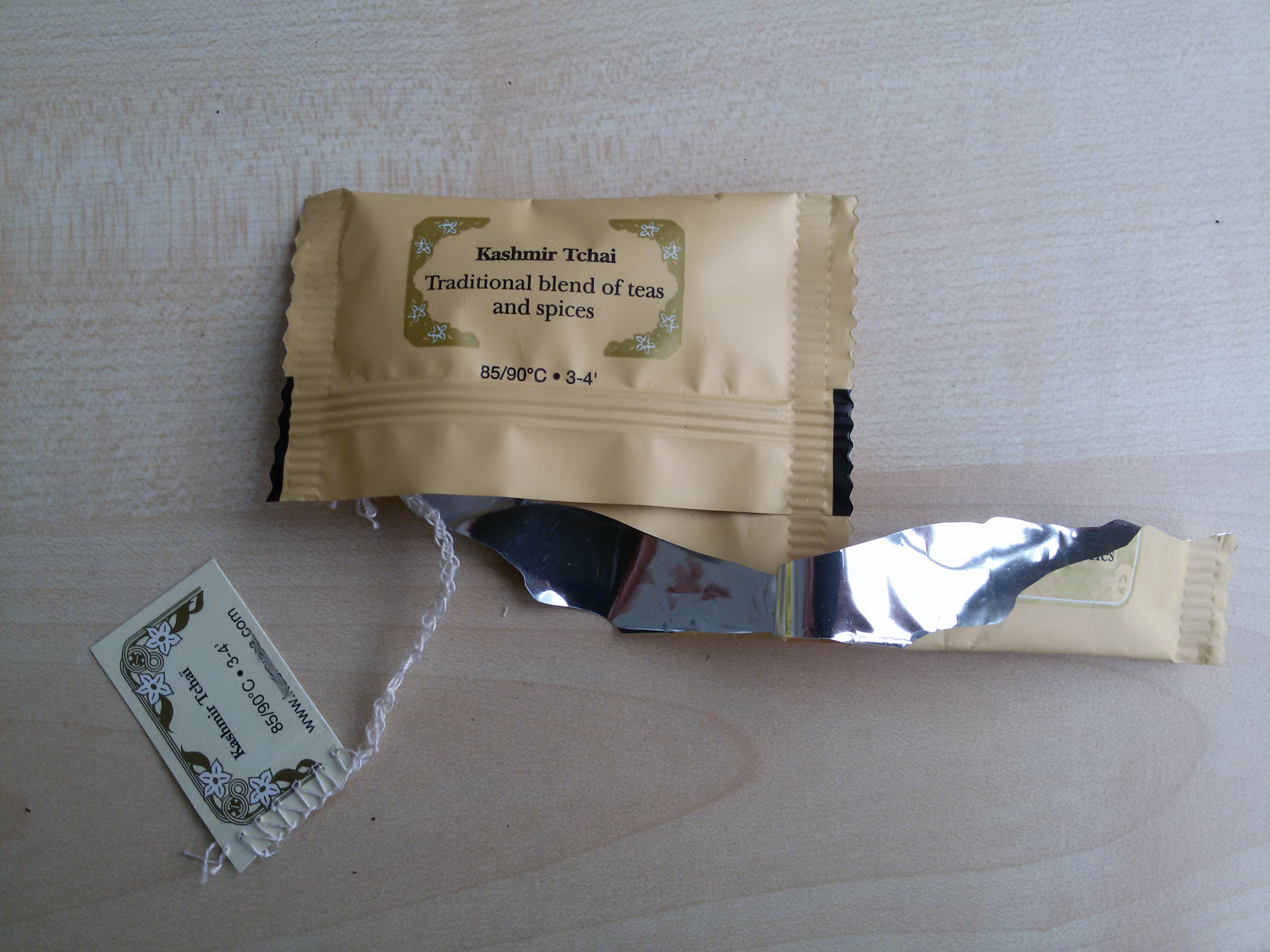
Teebeutel-Umverpackung aus metallisierter Folie

## Formen und Unterarten
Aus Gründen der Lebensmittelreinheit werden Teebeutel ohne Klebstoff in einem speziellen Faltverfahren hergestellt. Das verwendete Teebeutelpapier besteht heute vorwiegend aus Abacá-Fasern, daneben bestehen Alternativen aus Biokunststofffasern (Polylactide, PLA). Die Teebeutelschnur ist häufig mit einem Wachsfilm überzogen, damit die Kapillarwirkung der Schnur nicht dazu führt, dass sich das Etikett mit Tee vollsaugen kann.
Im mitteleuropäischen Raum sind vor allem tütenförmige Teebeutel mit Schnur verbreitet. In anderen Ländern finden sich auch Teebeutel in anderen Formen, so auf den Britischen Inseln seit einiger Zeit auch flache, runde Teebeutel, die auf den Boden einer Tasse gelegt werden.
Im Handel sind auch leere Teefilter aus Teebeutelpapier oder aus Stoff zu haben, die meist wesentlich größer sind als die gefüllten Teebeutel. Gegebenenfalls zusammen mit speziellen Haltern dienen sie zur Zubereitung von Tee aus losen, nicht vorportionierten Teeblättern.
Ähnlich wie Teebeutel funktioniert auch der (meist selbstgemachte) Kräuter- und Gewürzbeutel, den man beim Suppenkochen in die Brühe einlegt, um ihn nach dem Kochen wieder zu entfernen, ohne dass alle Kräuter und Gewürze in der Suppe schwimmen.
Eine dem Teebeutel verwandte Erfindung ist der Kaffeebeutel, eine Unterart des Kaffeefilters, zum Beispiel als Kaffeepad für die dafür vorgesehenen Portionskaffeemaschinen der Systeme Senseo und E.S.E.-Standard.

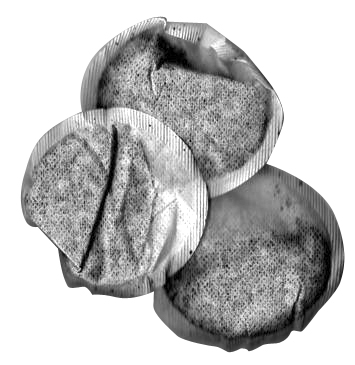
Runde Teebeutel aus Irland
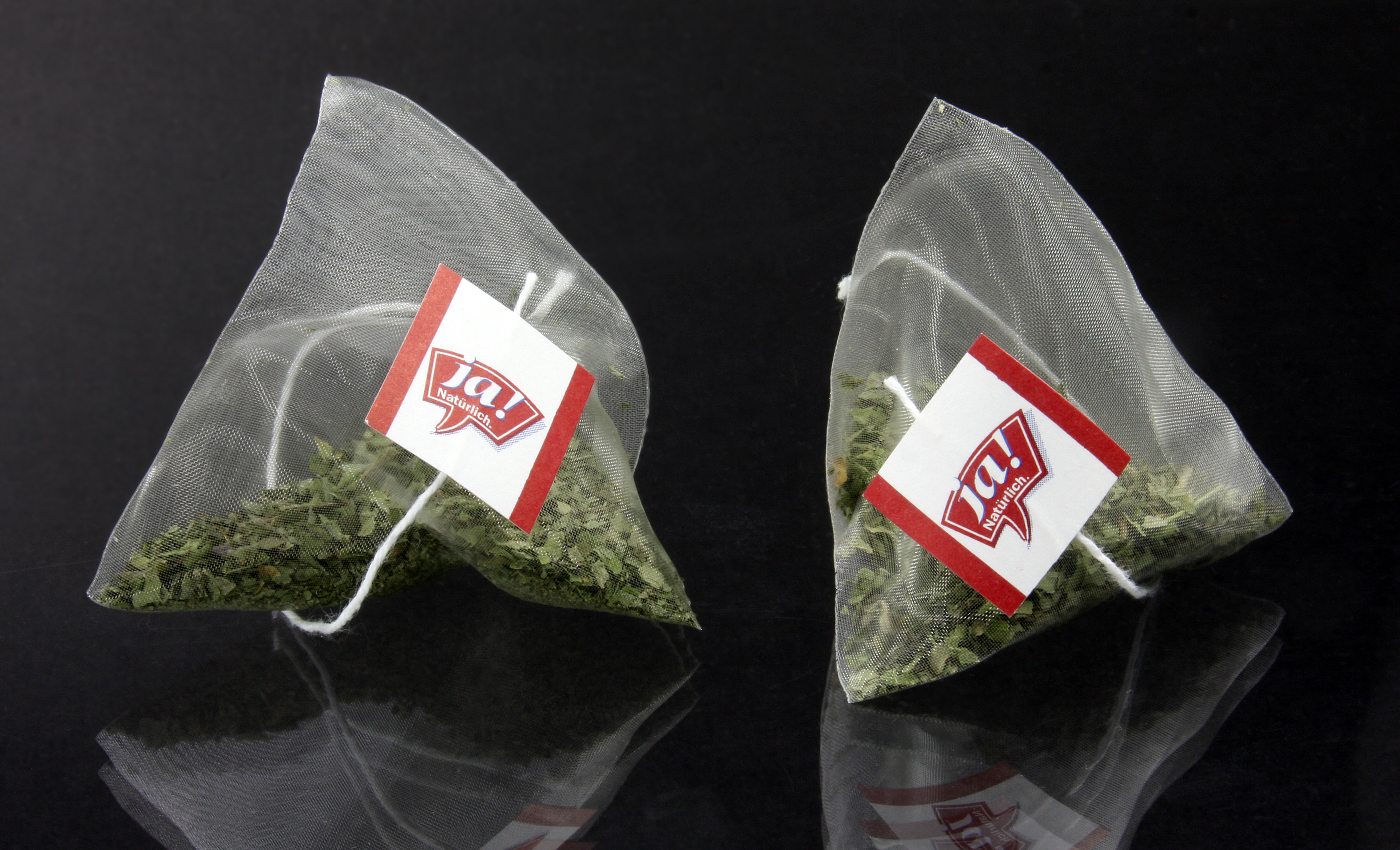
Tetraederförmige Teebeutel aus Polylactid
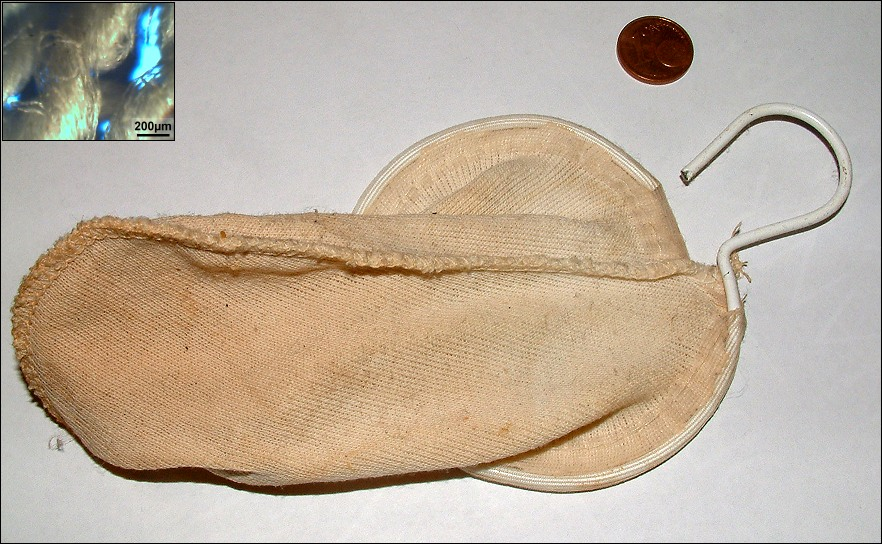
Stoff-Teefilter mit Halterung

## Umweltaspekte
Da Teebeutel i. d. R. aus verschiedenen Materialien bestehen (Beutelinhalt, Beutel, Papieretikett, Faden, Tackerklammern) stellt sich häufig die Frage nach der korrekten Entsorgung. Kommunen und Entsorgungsunternehmen weisen darauf hin, dass die Beutel sowohl in den Restmüll als auch in den Bioabfall gegeben werden können.
Bei der Zubereitung von Beuteltee können je nach Beutelart erhebliche Mengen Mikroplastik in das Getränk übergehen. Dies betrifft allerdings vor allem in Europa kaum verbreitete Materialien (z. B. bei Pyramidenbeutel aus Nylon). Im deutschsprachigen Raum bestehen Pyramidenbeutel dagegen fast durchweg aus biologisch abbaubarem Polylactid.

## Sonstiges

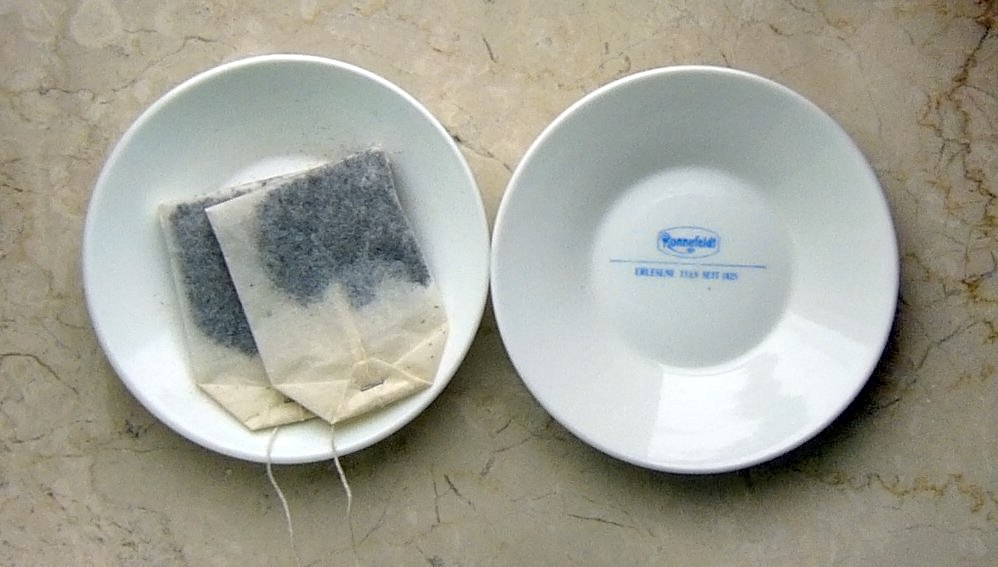
Teebeuteltellerchen

In der Gastronomie können die Teebeutel nach dem Ziehen auf speziellen Teebeuteltellerchen abgelegt werden.
Aufgrund der steigenden Vielfalt und teilweise exotischer Zutaten werden Teebeutelumschläge und -anhänger zunehmend gesammelt, wofür es auch entsprechende Kataloge gibt. Zudem sind bestimmte Exemplare regional oder saisonal limitiert.
Im Unternehmen Teekanne werden täglich 10 Millionen Teebeutel hergestellt. Die Ostfriesische Tee Gesellschaft mit der Marke Meßmer verkauft jährlich rund 11 Milliarden Teebeutel.